# Hazelton (Columbia Britannica)
Hazelton è un villaggio del Canada, situato in Columbia Britannica, nel distretto regionale di Kitimat-Stikine.

## Galleria d'immagini

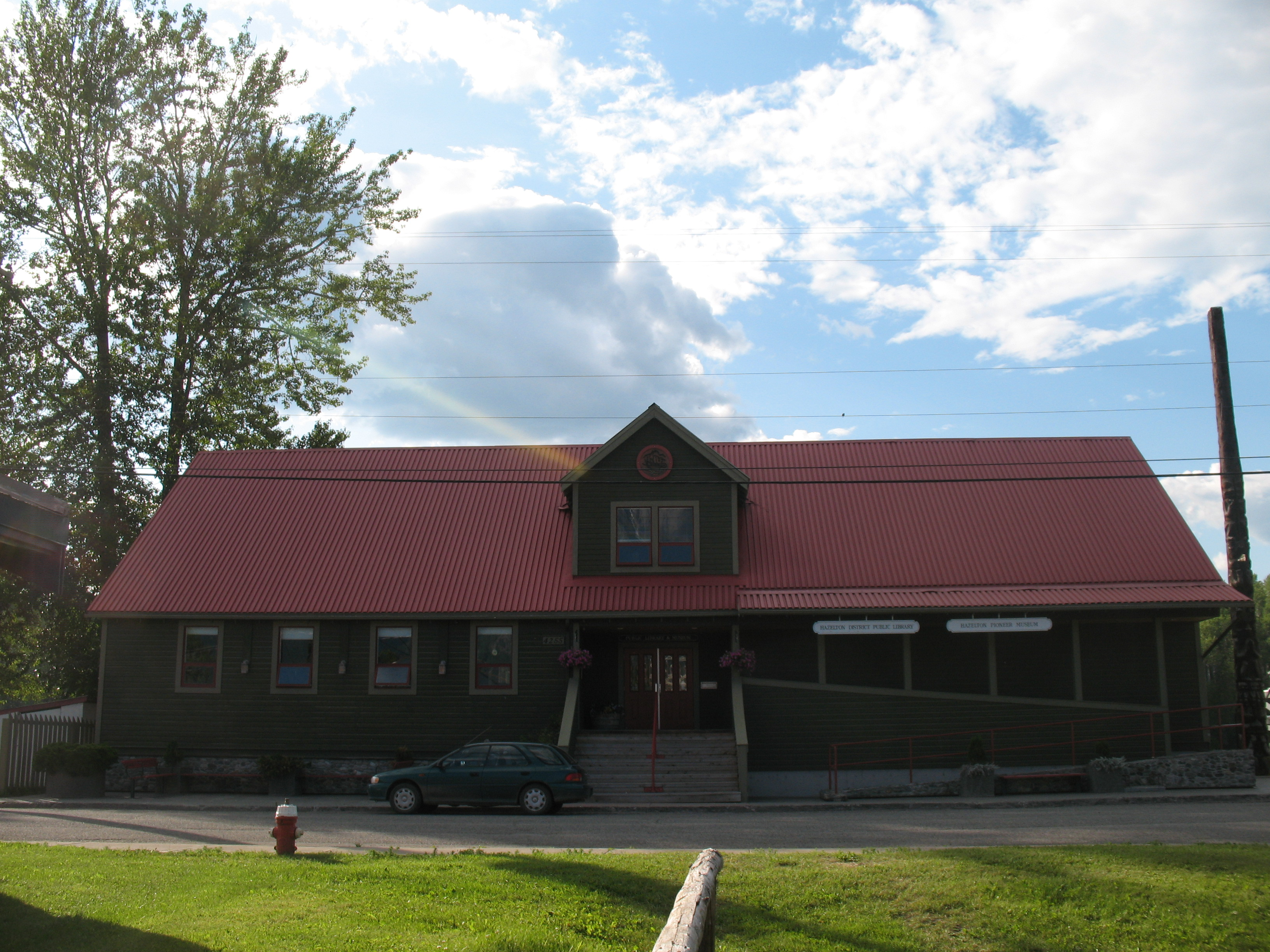
Biblioteca (2009)
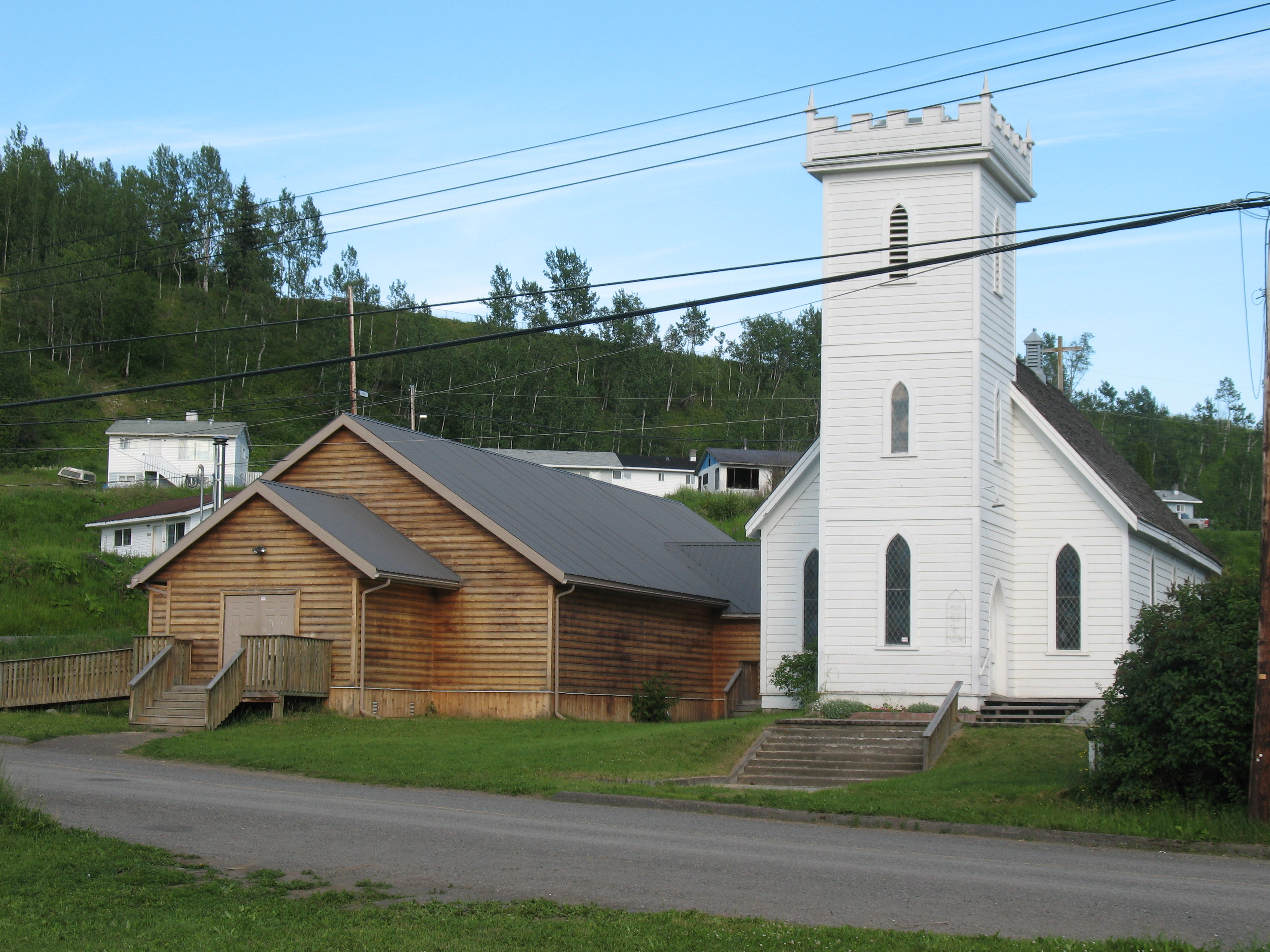
Chiesa Anglicana di San Paolo (2009)